# Подсереднє
Подсереднє (рос. Подсереднее) — село в Алексєєвському районі Бєлгородської області Російської Федерації.
Населення становить 1284  особи. Входить до складу муніципального утворення Алексєєвський міський округ.

## Історія
Населений пункт розташований у східній частині української суцільної етнічної території — східній Слобожанщині.
Згідно із законом від 20 грудня 2004 року № 159 від 1 січня 2006 року до 18 квітня 2018 року органом місцевого самоврядування було Подсередненське сільське поселення.

## Населення
| 2002  | 2007  | 2010  | 2012  | 2013  | 2014  | 2015  |
| ----- | ----- | ----- | ----- | ----- | ----- | ----- |
| 1291  | ↘1254 | ↗1260 | ↗1271 | ↗1289 | ↗1310 | ↘1285 |
| 2016  |       |       |       |       |       |       |
| ↘1284 |       |       |       |       |       |       |